# Єліне
Є́ліне — село в Україні, у Сновській міській громаді Корюківського району Чернігівської області. Населення становить двоє осіб. До 2016 орган місцевого самоврядування — Єлінська сільська рада. Відстань до центру громади становить близько 25 км і проходить автошляхом місцевого значення Т 2548.

## Географія
Село розташоване на лівому березі річки Єлінка, у яку впадає річка Бойова.

## Історія
Під час німецько-радянської війни близько 200 жителів села вступили до лав Червоної армії, ще 84 пішли в партизани, а 28 стали зв'язківцями партизан. Через активну діяльність партизан німці спалили село 23 березня 1943 року і закатували 300 селян. У 1962 році Єліне отримало статус партизанського села.
12 червня 2020 року, відповідно до розпорядження Кабінету Міністрів України № 730-р «Про визначення адміністративних центрів та затвердження територій територіальних громад Чернігівської області», увійшло до складу Сновської міської громади.
19 липня 2020 року, в результаті адміністративно-територіальної реформи та ліквідації Сновського району, село увійшло до складу Корюківського району.
1 лютого 2023 року під час російського вторгнення в Україну село було обстріляно російськими військовими з міномета. Внаслідок влучання міни у погреб загинуло 4 місцевих жителі. Після цього з села виїхали майже всі його мешканці, залишилося лише 7 жителів.
29 квітня 2024 року російські війська обстріляли села у прикордонних громадах Чернігівщини. Вогонь вели з мінометів, безпілотників та літака. У напрямку села зафіксовано вісім приходів, ймовірно, з міномета калібру 120 мм та два вибухи внаслідок скиду з БпЛА, ймовірно ВОГ-17.

## Населення

### Мова
Розподіл населення за рідною мовою за даними перепису 2001 року:
| Мова            | Кількість | Відсоток |
| --------------- | --------- | -------- |
| українська      | 360       | 93.99%   |
| російська       | 21        | 5.49%    |
| білоруська      | 1         | 0.26%    |
| інші/не вказали | 1         | 0.26%    |
| Усього          | 383       | 100%     |

## Пам'ятки
Поблизу села розташована гідрологічна пам'ятка природи загальнодержавного значення болото Мох.
У селі знаходиться Музейно-меморіальний комплекс партизанської слави «Лісоград» (вул. О. Федорова, 75).